# Tour de Drenthe femenino 2019
La 13.ª edición del Tour de Drenthe femenino  se celebró el 17 de marzo de 2019 sobre un recorrido de 165,7 km con inicio y final en la ciudad de Hoogeveen en los Países Bajos.
La carrera hizo parte del UCI WorldTour Femenino 2019 como competencia de categoría 1.WWT del calendario ciclístico de máximo nivel mundial, siendo la segunda carrera de dicho circuito y fue ganada por la ciclista italiana Marta Bastianelli del equipo Virtu Cycling Women. El podio lo completaron las neerlandesas Chantal Blaak del Boels Dolmans y Ellen van Dijk del Trek-Segafredo Women.

## Equipos participantes
Tomaron parte en la carrera un total de 21 equipos invitados por la organización, 20 de ellos de categoría UCI Team Femenino y la selección nacional de los Países Bajos, quienes conformaron un pelotón de 123 ciclistas de los cuales terminaron 48. Los equipos participantes fueron:
| Equipos femeninos (20)- Alé Cipollini - Biehler Pro Cycling - Bigla - Bizkaia-Durango - Boels Dolmans - Canyon-SRAM Racing - CCC-Liv - FDJ-Nouvelle Aquitaine-Futuroscope - Health Mate-Ladies Team - Hitec Products - Lotto Soudal Ladies - Mitchelton-Scott - Movistar Team - Parkhotel Valkenburg-Destil - Sunweb Women - Tibco-Silicon Valley Bank - Trek-Segafredo - Valcar Cylance - Virtu Cycling Women - WNT-Rotor Pro Cycling Equipo nacional- Países Bajos |
| |

## Clasificaciones finales
Las clasificaciones finalizaron de la siguiente forma:

### Clasificación general
| \| Clasificación general \| Clasificación general \| Clasificación general \| Clasificación general \| Clasificación general \| \| Ciclista \| Ciclista \| Equipo \| Tiempo \| \| \| --------------------- \| --------------------- \| --------------------- \| --------------------- \| --------------------- \| \| 1.ª \| Marta Bastianelli \| Virtu Cycling Women \| 4 h 24 min 14 s \| \| \| 2.ª \| Chantal Blaak \| Boels Dolmans \| + 0 s \| \| \| 3.ª \| Ellen van Dijk \| Trek-Segafredo \| + 0 s \| \| \| 4.ª \| Amy Pieters \| Boels Dolmans \| + 20 s \| \| \| 5.ª \| Lotte Kopecky \| Lotto Soudal Ladies \| + 20 s \| \| \| 6.ª \| Amalie Dideriksen \| Boels Dolmans \| + 20 s \| \| \| 7.ª \| Floortje Mackaij \| Sunweb \| + 20 s \| \| \| 8.ª \| Kirsten Wild \| WNT-Rotor Pro Cycling \| + 20 s \| \| \| 9.ª \| Romy Kasper \| Alé Cipollini \| + 20 s \| \| \| 10.ª \| Jip van den Bos \| Boels Dolmans \| + 20 s \| \| |                   |                       |                 |
| |                   |                       |                 |
| Fuente: ProCyclingStats |                   |                       |                 |
| Clasificación general |                   |                       |                 |
| Ciclista | Ciclista          | Equipo                | Tiempo          |
| 1.ª | Marta Bastianelli | Virtu Cycling Women   | 4 h 24 min 14 s |
| 2.ª | Chantal Blaak     | Boels Dolmans         | + 0 s           |
| 3.ª | Ellen van Dijk    | Trek-Segafredo        | + 0 s           |
| 4.ª | Amy Pieters       | Boels Dolmans         | + 20 s          |
| 5.ª | Lotte Kopecky     | Lotto Soudal Ladies   | + 20 s          |
| 6.ª | Amalie Dideriksen | Boels Dolmans         | + 20 s          |
| 7.ª | Floortje Mackaij  | Sunweb                | + 20 s          |
| 8.ª | Kirsten Wild      | WNT-Rotor Pro Cycling | + 20 s          |
| 9.ª | Romy Kasper       | Alé Cipollini         | + 20 s          |
| 10.ª | Jip van den Bos   | Boels Dolmans         | + 20 s          |

## Ciclistas participantes y posiciones finales
Convenciones:
- AB-N: Abandono en la etapa "N"
- FLT-N: Retiro por llegada fuera del límite de tiempo en la etapa "N"
- NTS-N: No tomó la salida para la etapa "N"
- DES-N: Descalificado o expulsado en la etapa "N"

## UCI WorldTour Femenino
El Tour de Drenthe femenino otorgó puntos para el UCI WorldTour Femenino 2019 y el UCI World Ranking Femenino, incluyendo a todas las corredoras de los equipos en las categorías UCI Team Femenino. Las siguientes tablas muestran el baremo de puntuación y las 10 corredoras que obtuvieron más puntos:
| Posición   | 1.ª | 2.ª | 3.ª | 4.ª | 5.ª | 6.ª | 7.ª | 8.ª | 9.ª | 10.ª | 11.ª | 12.ª | 13.ª | 14.ª | 15.ª | 16.ª-30.ª | 31.ª-40.ª |
| Puntuación | 200 | 150 | 125 | 100 | 85  | 70  | 60  | 50  | 40  | 35   | 30   | 25   | 20   | 15   | 10   | 5         | 3         |

| Clasificación |                   |                |        |
| Posición      | Ciclista          | Equipo         | Puntos |
| ------------- | ----------------- | -------------- | ------ |
| 1.ª           | Marta Bastianelli | Virtu          | 200    |
| 2.ª           | Chantal Blaak     | Boels Dolmans  | 150    |
| 3.ª           | Ellen van Dijk    | Trek-Segafredo | 125    |
| 4.ª           | Amy Pieters       | Boels Dolmans  | 100    |
| 5.ª           | Lotte Kopecky     | Lotto Soudal   | 85     |
| 6.ª           | Amalie Dideriksen | Boels Dolmans  | 70     |
| 7.ª           | Floortje Mackaij  | Sunweb         | 60     |
| 8.ª           | Kirsten Wild      | WNT-Rotor      | 50     |
| 9.ª           | Romy Kasper       | Alé Cipollini  | 40     |
| 10.ª          | Jip van den Bos   | Boels Dolmans  | 35     |